# Olympia Grünhain
Olympia Grünhain was een Duitse voetbalclub uit Grünhain-Beierfeld, Saksen.

## Geschiedenis
Op 11 juli 1911 werd Grünhainer BC opgericht. In 1912 werd FC Sportlust opgericht en op 23 februari 1913 fuseerden beide clubs tot BC Olympia Grünhain. De club was aangesloten bij de Midden-Duitse voetbalbond en speelde in 1914-15 voor het eerst in de hoogste klasse van het Ertsgebergte, een van de vele competities van de Midden-Duitse bond. Na de Eerste Wereldoorlog werd de competitie geïntegreerd in de Kreisliga Mittelsachsen en bleef daar als tweede klasse bestaan. In 1923 werd de Kreisliga afgevoerd en werd de competitie terug de hoogste klasse onder de naam Gauliga Erzgebirge.
Na een paar plaatsen in de lagere middenmoot eindigde de club in 1928 samen met Viktoria Lauter op de eerste plaats en won de titelfinale met 3-4. Hierdoor plaatste de club zich voor de Midden-Duitse eindronde, waar ze met 9-2 wandelen gestuurd werden door Chemnitzer BC. Na nog een vijfde plaats in 1929 degradeerde de club in 1930. Na twee seizoenen keerde de club terug, maar werd opnieuw laatste. 
In 1933 werd de competitie geherstructureerd. De Midden-Duitse bond werd ontbonden en de vele competities werden vervangen door de Gauliga Mitte en Gauliga Sachsen. De clubs uit het Ertsgebergte werden te licht bevonden voor de Gauliga Sachsen. De competitie ging verder als 1. Kreisklasse Erzgebirge (derde klasse). 
Na de Tweede Wereldoorlog werden alle Duitse voetbalclubs ontbonden. De club werd heropgericht als SG Grünhain. De club speelde voornamelijk in de lagere reeksen.
Na de Duitse hereniging werd de historische Olympia Grünhain weer aangenomen.